# Para olvidarte de mí
Para olvidarte de mí è il sesto e ultimo album in studio del gruppo musicale pop messicano RBD, pubblicato nel 2009.

## Tracce
1. Camino al Sol (Debi Nova, Martin McKinney) - 3:57
2. Mírame (Cachorro Lopez, Sebástian Schon) - 3:42
3. Para Olvidarte de Mí (Carlos Lara, Pedro Muñoz Romero) - 3:22
4. ¿Quién Te Crees? (Nate Campany, Jodi Marr, MachoPsycho, Tami Rodríguez) - 3:04
5. Esté Donde Esté (Armando Ávila) - 3:36
6. Más Tuya Que Mía (Dulce María, Felipe Díaz) - 3:40
7. Hace un Instante (Carlos Lara) - 3:43
8. Desapareció (Yoel Henriquez, Rafael Esparza-Ruiz, Sheppard Solomon) - 3:20
9. Olvidar (Juan Carlos Perez Soto, Patric Sarin, Jukka Immonen) - 2:59
10. Yo Vivo Por Ti (MachoPsycho, Nate Campany, Jodi Marr) - 3:24
11. Lágrimas Perdidas (Armando Ávila, Dulce María) - 3:36
12. Puedes Ver Pero No Tocar (Robin Jenssen, Nermin Harambasic, Anne Judith Wiik, Ronny Svendsen, Carlos Lara) - 3:13
13. Adiós (Armando Ávila) - 3:36

## Formazione
- Anahí
- Dulce María
- Alfonso Herrera
- Maite Perroni
- Christian Chávez
- Christopher Uckermann